# دونالد تشارلز كاميرون
دونالد تشارلز كاميرون (بالإنجليزية: Donald Charles Cameron)‏ هو سياسي أسترالي، ولد في 19 نوفمبر 1879 ببريزبان في أستراليا، وتوفي بنفس المكان في 19 نوفمبر 1960. حزبياً، نشط في Nationalist Party (Australia) ‏. وقد انتخب عضو مجلس النواب الأسترالي عن دائرة Division of Lilley ‏ (15 سبتمبر 1934 – 21 سبتمبر 1937) وانتخب عضو مجلس النواب الأسترالي عن دائرة Division of Brisbane ‏ (13 ديسمبر 1919 – 19 ديسمبر 1931).